# Partecosta albofuscata
Partecosta albofuscata é uma espécie de gastrópode do gênero Partecosta, pertencente a família Terebridae.